# Hippocampus algiricus
L'ippocampo atlantico (Hippocampus algiricus Kaup, 1856) è una specie di pesce osseo appartenente alla famiglia dei Syngnathidae.

## Distribuzione
È diffuso lungo le coste dell'Africa occidentale dal Senegal all'Angola, fino a profondità di 25 m.

## Descrizione
Si tratta di animali lunghi una decina di centimetri, caratterizzati dalla testa simile a quella degli equini, con un muso a trombetta, mentre il corpo non è in direzione uguale a quest'ultima, bensì perpendicolare rispetto ad essa, con pinna caudale soppressa in favore di una "coda" prensile con la quale attaccarsi a rami di gorgonia od altri substrati, mentre per muoversi nell'acqua l'animale utilizza prevalentemente la pinna dorsale, mossa in modo velocissimo.

Il colore è grigiastro punteggiato di nero su tutto il corpo, con aloni più chiari sul dorso e sulla testa.

## Biologia
Si tratta di animali perlopiù solitari, anche se se ne possono trovare coppie durante il periodo riproduttivo e gruppetti durante tutto l'anno, senza che i vari esemplari mostrino segni d'insofferenza alla presenza di altri animali.

Li si trova sui fondali rocciosi, dove si mimetizzano a meraviglia fra rocce ed alghe. Prosperano grazie al loro colore mimetico ed alla presenza di escrescenze sul corpo, che possono sembrare concrezioni di cirripedi o alghe oppure altri organismi su una rocce, ma soprattutto sfuggono ai predatori grazie alla loro straordinaria staticità, rimanendo immobili per lunghissimo tempo. Non essendo infatti in grado di nuotare velocemente per sfuggire ad eventuali aggressori, questi animali hanno preferito sviluppare un manto mimetico.

## Riproduzione
Come in tutti i cavallucci marini, la riproduzione di questi animali è particolarissima in quanto si svolge "all'inverso", nel senso che è il maschio a partorire i cuccioli.
Il corteggiamento consiste nell'emissione di ultrasuoni da parte della femmina, che in tal modo attrae i maschi ma non altre specie di pesci, magari pericolose per l'animale: il maschio nuota circolarmente attorno alla femmina, che lascia capire la disponibilità all'accoppiamento rispondendo alle sue movenze e dando origine ad una delicata e bellissima danza, che dura fino ad oltre quattro ore ed al termine della quale la femmina depone le proprie uova all'interno della tasca ventrale del maschio, per poi allontanarsi.

La femmina torna dal maschio al momento della schiusa delle uova, quando i nuovi nati bucano il marsupio paterno producendo una spaccatura orizzontale nella sua parte superiore.